# Anthicus subtilis
Anthicus subtilis là một loài bọ cánh cứng trong họ Anthicidae. Loài này được Gistel miêu tả khoa học năm 1831.